# Black Sea
Pour les articles homonymes, voir Black Sea (film).
Albums de XTC
Drums and Wires
(1979) English Settlement
(1982)
Singles
1. Generals and Majors
Sortie : août 1980
2. Towers of London
Sortie : octobre 1980
3. Sgt. Rock (Is Going to Help Me)
Sortie : décembre 1980
4. Respectable Street
Sortie : mars 1981

Black Sea est le quatrième album du groupe XTC, sorti en septembre 1980.

## Titres
Toutes les chansons sont d'Andy Partridge, sauf mention contraire.

### Face 1
1. Respectable Street – 3:38
2. Generals and Majors (Colin Moulding) – 4:05
3. Living Through Another Cuba – 4:44
4. Love at First Sight (Moulding) – 3:08
5. Rocket from a Bottle – 3:30
6. No Language in Our Lungs – 4:53

### Face 2
1. Towers of London – 5:24
2. Paper and Iron (Notes and Coins) – 4:17
3. Burning with Optimism's Flames – 4:16
4. Sgt. Rock (Is Going to Help Me) – 3:57
5. Travels in Nihilon – 7:04

## Musiciens
- Andy Partridge : guitares, claviers, chant
- Colin Moulding : basse, chant
- Dave Gregory : guitares, claviers, chant
- Terry Chambers : batterie, chant